# Diócesis de Sicuani
La diócesis de Sicuani (en latín: Dioecesis Sicuanensis) es una circunscripción eclesiástica de la Iglesia católica en Perú. Se trata de una diócesis latina, sufragánea de la arquidiócesis del Cuzco. Desde el 1 de junio de 2024 es sede vacante y su administrador diocesano es el presbítero Pedro Alberto Bustamante López.

## Territorio y organización
La diócesis tiene 19 879 km² y extiende su jurisdicción sobre los fieles católicos de rito latino residentes en 4 provincias de la parte meridional del departamento del Cuzco: Canas, Canchis, Chumbivilcas y Espinar. Abarca las ciudades de Sicuani y Yauri, así como los caseríos y pueblos. Se encuentra a una altitud promedio de 3500 m.s.n.m. Limita al suroeste con la prelatura territorial de Chuquibamba, al oeste con la de Chuquibambilla, al norte con la arquidiócesis del Cuzco, al este con la prelatura territorial de Ayaviri, al sureste con la diócesis de Puno y al sur con la arquidiócesis de Arequipa.
La sede de la diócesis se encuentra en la ciudad de Sicuani, en donde se halla la Catedral de Nuestra Señora del Monte Carmelo, advocada como Madre de los Andes,y la excatedral de la Inmaculada Concepción.
En 2022 en la diócesis existían 32 parroquias.
| Parroquias por provincias | Parroquias por provincias |
| ------------------------- | ------------------------- |
| Provincia                 | P.                        |
| Canchis                   | 10                        |
| Canas                     | 8                         |
| Espinar                   | 4                         |
| Chumbivilcas              | 6                         |

Los oficiales de la curia prelaticia son: el vicario general, padre Luciano Ibba Madeddu; y el canciller, padre Raymundo O ‘Sullivan Sheridan. La curia prelaticia cuenta con los siguientes organismos y comisiones: Colegio de Consultores, Comisión de Liturgia, Consejo de Órdenes, Comisión de Vocaciones, Comisión de Bienes de la Iglesia, la Comisión de Evangelización, Catequesis y pastoral Bíblica y Pastoral Rural, el Comité de la Pastoral Juvenil y de Niños, Comité de Proyectos,  Coordinación de Pastoral Social, Comisión de Partnerschaft, Coordinación de Óbolo de San Pedro y la Coordinación de la Campaña Compartir. Está presente la CONFER. 

### Medios de comunicación
Para lograr su fin pastoral y social, cuenta con Radio Sicuani, cuyo fin es la consolidación del desarrollo de los pueblos del sur de Cuzco; centrando la promoción social, participación ciudadana, la evangelización y la educación. El directorio está compuesto por sacerdotes de la prelatura con la tutela de la asociación religiosa Nuestra Señora del Carmen, cuyo presidente es el prelado de Sicuani.

## Historia

### Antecedentes
Tiene sus antecedentes en la actividad pastoral de la arquidiócesis del Cuzco. En 1613 Chumbivilcas es mencionada como doctrina junto con Condesuyos. En 1782 en Livitaca el último corregidor Fernández Campino presenció un prodigio mariano que terminó en la construcción del Santuario de Huampo con la advocación de Nuestra Señora de la Natividad, reconocido por bula del papa Pío VI en agosto de 1785. Por las dificultades y la escasez de medios pastorales se dio su autonomía. Ya se presenciaba la asistencia pastoral de la Orden del Carmelo.

### Prelatura territorial y presencia carmelita
La prelatura territorial de Sicuani fue erigida el 10 de enero de 1959 con la bula Universae Ecclesiae del papa Juan XXIII, obteniendo el territorio de la arquidiócesis del Cuzco.
Los primeros tres prelados fueron carmelitas. El primer prelado fue Nevin William Hayes, quien tomó posesión en marzo de 1959. En julio de 1971 fue nombrado como administrador apostólico el padre Alban Edward Quinn, cuya administración duró 28 años.
En octubre de 1999 tomó posesión el prelado Miguel La Fay Bardi, cuyo pontificado terminó en noviembre de 2009, finalizando 54 años de presencia carmelita en Sicuani. En su episcopado se organizaron las comunidades eclesiales de base.
En 2012 la prelatura demostró la contaminación en Espinar en el contexto del conflicto minero. En agosto de 2013 tomó posesión de la sede prelaticia el obispo Pedro Alberto Bustamante López.
En 2015 se celebró el primer congreso teológico internacional. En marzo de 2017 se fundó el seminario mayor de Sicuani.

### Diócesis
El 29 de septiembre de 2020 la prelatura territorial fue elevada al rango de diócesis con la bula Miro ordine del papa Francisco.
El obispo Pedro Alberto Bustamante López, fue nombrado por el papa Francisco el 10 de julio de 2013 como prelado, tomando posesión de la cátedra el 17 de agosto de 2013. El 29 de septiembre de 2020 pasó a ser obispo de la diócesis. 

## Estadísticas
Según el Anuario Pontificio 2023 la diócesis tenía a fines de 2022 un total de 202 960 fieles bautizados.
| Año                                                                             | Población            | Población | Población      | Sacerdotes | Sacerdotes    | Sacerdotes    | Bautizados por sacerdote | Diáconos permanentes | Religiosos | Religiosos | Parroquias |
| Año                                                                             | Bautizados católicos | Total     | % de católicos | Total      | Clero secular | Clero regular | Bautizados por sacerdote | Diáconos permanentes | Varones    | Mujeres    | Parroquias |
| ------------------------------------------------------------------------------- | -------------------- | --------- | -------------- | ---------- | ------------- | ------------- | ------------------------ | -------------------- | ---------- | ---------- | ---------- |
| 1965                                                                            | 295 000              | 300 000   | 98.3           | 23         | 16            | 7             | 12 826                   |                      | 6          | 17         | 22         |
| 1968                                                                            | 205 600              | 209 582   | 98.1           | 13         | 9             | 4             | 15 815                   |                      | 4          | 7          | 10         |
| 1976                                                                            | 205 000              | 207 079   | 99.0           | 14         | 11            | 3             | 14 642                   |                      | 3          | 26         | 22         |
| 1980                                                                            | 231 000              | 233 000   | 99.1           | 19         | 8             | 11            | 12 157                   |                      | 12         | 19         | 24         |
| 1987                                                                            | 281 000              | 287 000   | 97.9           | 17         | 13            | 4             | 16 529                   |                      | 4          | 29         | 24         |
| 1999                                                                            | 339 000              | 359 000   | 94.4           | 20         | 16            | 4             | 16 950                   |                      | 6          | 30         | 24         |
| 2000                                                                            | 234 000              | 274 000   | 85.4           | 23         | 19            | 4             | 10 173                   |                      | 4          | 31         | 28         |
| 2001                                                                            | 234 000              | 274 000   | 85.4           | 26         | 21            | 5             | 9000                     |                      | 5          | 30         | 30         |
| 2002                                                                            | 234 000              | 274 000   | 85.4           | 19         | 13            | 6             | 12 315                   |                      | 6          | 30         | 28         |
| 2003                                                                            | 234 000              | 274 000   | 85.4           | 19         | 12            | 7             | 12 315                   |                      | 7          | 33         | 22         |
| 2004                                                                            | 234 000              | 274 000   | 85.4           | 20         | 14            | 6             | 11 700                   | 1                    | 6          | 33         | 25         |
| 2010                                                                            | 253 000              | 295 000   | 85.8           | 29         | 24            | 5             | 8724                     |                      | 5          | 34         | 27         |
| 2013                                                                            | 262 000              | 304 000   | 86.2           | 15         | 10            | 5             | 17 466                   |                      | 5          | 21         | 28         |
| 2016                                                                            | 270 838              | 313 400   | 86.4           | 13         | 11            | 2             | 20 833                   |                      | 2          | 16         | 29         |
| 2019                                                                            | 279 000              | 323 400   | 86.3           | 24         | 18            | 6             | 11 625                   |                      | 6          | 32         | 24         |
| 2020                                                                            | 228 900              | 265 148   | 86.3           | 29         | 22            | 7             | 7893                     |                      | 9          | 34         | 32         |
| 2022                                                                            | 202 960              | 272 634   | 74.4           | 26         | 19            | 7             | 7806                     |                      | 9          | 38         | 32         |
| Fuente: Catholic-Hierarchy, que a su vez toma los datos del Anuario Pontificio. |                      |           |                |            |               |               |                          |                      |            |            |            |

## Episcopologio
- Nevin William Hayes, O.Carm. † (10 de enero de 1959-7 de noviembre de 1970 renunció[nota 1])
  - Sede vacante (1970-1999)[nota 2]
- Miguel La Fay Bardi, O.Carm. † (26 de julio de 1999-10 de julio de 2013 retirado)
- Pedro Alberto Bustamante López (10 de julio de 2013-1 de junio de 2024 nombrado obispo de Huánuco)